# اوتو هویبنر
اوتو هویبنر (آلمانی: Otto Heubner؛ ‏ ۲۱ ژانویهٔ ۱۸۴۳ – ۱۷ اکتبر ۱۹۲۶) متخصص پزشکی داخلی، طب اطفال و استاد دانشگاه اهل آلمان بود.
وی دانش‌آموختهٔ رشتهٔ پزشکی در دانشگاه لایپزیگ بود و در سال ۱۸۶۷ دستیار کارل راینهولد آوگوست ووندرلیش در لایپزیگ شد. او بعدها یک بیمارستان کودکان بنیان نهاد و در سال ۱۸۹۱ به ریاست بخش پزشکی کودکان دست یافت. وی در سال ۱۸۹۴ به برلین رفت و درآنجا رئیس بخش اطفال بیمارستان شاریته شد.
هویبنر یکی از پدران رشتهٔ پزشکی کودکان است. او علاوه بر مشارکت‌های مهمش در زمینهٔ بیماری‌های عفونی و بیماری‌های گوارشی، نفش به‌سزایی در کاهش مرگ‌ومیر نوزادان بیمارستان شاریته داشت و روش‌های عاری از عفونت و استریل را در این بیمارستان پیش گرفت.
هویبنر با همکاری ماکس روبنر، به پژوهش دربارهٔ متابولیسم انرژی در نوزادان پرداخت و مفهوم «ضریب تغذیه» را مطرح کرد. او در کنار ادوارد هاینریش هینوخ از نخستین کسانی بود که از آنتی توکسین دیفتری که اخیراً توسط امیل آدولف فون برینگ ساخته شده بود، استفاده کرد. او همچنین یکی از نخستین کسانی بود که «التهاب پوشش درونی سرخرگ در اثر سیفلیس» را شرح داد که امروزه به نام «بیماری هویبنر» شناخته می‌شود. همچنین «سرخرگ هویبنر» هم نامش را از این پزشک می‌گیرد و یکی از سرخرگ‌های مغزی است که از محل اتصال بخش‌های A1 و A2 سرخرگ مغزی پیشین منشعب می‌شود.